# جزيرة كايو أنغين ميلينتانغ
جزيرة كايو أنغين ميلينتانغ وهي جزيرة من جزر إندونيسيا، وتقع في إقليم جاكارتا، في بولاو سيريبو ضمن شمال الجزر الألف.